# Julia Lage
Julia Lage é uma baixista, cantora e compositora brasileira, reconhecida por sua participação em bandas como Vixen, Smith/Kotzen e Barra da Saia.

## Carreira
Inspirada em grupos como Rush, Guns N' Roses e Aerosmith, Lage começou a tocar o baixo em sua adolescência. Aos dezessete anos uniu-se à banda brasileira Barra da Saia, na qual permaneceu durante treze anos participando em shows, álbuns e apresentações em televisão.
Depois de deixar a banda mudou-se para Los Angeles, EUA, e começou a trabalhar como música de estúdio ou turnê para artistas como Alejandra Guzmán, Janelle Monáe, Nuno Bettencourt, Elliot Easton, Jidenna e Pat Travers. Em 2015 contribuiu com seu vocal no disco Cannibals do músico estadunidense Richie Kotzen e no álbum Hot Streak do supergrupo The Winery Dogs. Em 2017 participou como corista em Salting Earth, um novo disco de Kotzen.
Em 2022 uniu-se como baixista ao agrupamento Smith/Kotzen, formada pelo guitarrista britânico Adrian Smith (do Iron Maiden) e por Richie Kotzen. Participou em turnê promocional do disco homónimo da banda, que cobriu algumas cidades de Estados Unidos e o Reino Unido. No mesmo ano tornou-se a nova baixista do grupo de hard rock Vixen em substituição de Share Pedersen. Um ano depois participou na gravação do novo single da banda, titulado "Red".

## Vida pessoal
Julia casou-se com o músico estadunidense Richie Kotzen em 27 de fevereiro de 2017. O casal vive junto desde 2012.

## Discografia

### Barra da Saia
- 2004 - Barra da Saia
- 2006 - Roça 'n Roll
- 2009 - Barra da Saia 10 anos
- 2013 - Barra da Saia

### Richie Kotzen
- 2015 - Cannibals
- 2017 - Salting Earth
- 2020 - 50 for 50

### Vixen
- 2023 - Red (single)

### Outros
- 2015 - Hot Streak (The Winery Dogs)
- 2019 - A Guzmán Live At The Roxy (Alejandra Guzmán)
- 2022 - Better Days... And Nights (Smith/Kotzen)